# La primera Navidad del Oso Yogui
La Primera Navidad del Oso Yogui (Yogi's first christmas en idioma inglés) es un especial de televisión producida por Hanna-Barbera Productions. Fue presentado originalmente por Sindicación de redes, el 22 de noviembre de 1980.

## Argumento
El Oso Yogui y por lo general "Bubú" están en hibernación durante la Navidad, pero este año son despertados por Huckleberry Hound, Melquiades y Canuto y Canito, quienes vinieron al parque Jellystone para la fiesta. Cuando se hospeda en el hotel, se dan cuenta de que está vacío (sin pasajeros), debido a algunos sucesos extraños que ocurrieron la pasada Navidad causado por "Herman Ermitaño", quien odia la Navidad. Y con el dueño del hotel, iba poner fin a las actividades de la misma, lo vendía a una gran empresa que quiere construir una "alta" en ese lugar, pero todavía no está seguro de que va a tomar esa decisión, todo dependerá de cómo van las cosas trabajo en esta Navidad... El problema es que Herman ha decidido una vez más a la ruina de todo, pero el Oso Yogui pisándole los talones y todavía cuenta con la ayuda de un oso que Cindy es un apasionado de ella.

## Reparto
- Daws Butler - Oso Yogui, Melquiades, Huckleberry Hound, Canito
- Don Messick - Oso Bubu, Guardabosques Smith, Herman el Hermitaño
- John Stephenson - Canuto, Señor Dingwell
- Janet Waldo - Osa Cindy, Señorita Sophie Throckmorton
- Marilyn Schreffler - Snively Throckmorton
- Hal Smith - Otto el Chef, Santa Claus

## Doblaje
- Francisco Colmenero - Oso Yogui, Melquiades, Huckleberry Hound, Otto el Chef, Narrador
- Arturo Mercado - Canito, Boo Boo, Guardabosques Smith
- Esteban Siller - Canuto, Herman el Hermitaño, Señor Dingwell
- Ángela Villanueva - Señorita Sophie Throckmorton
- Diana Santos - Osa Cindy, Snively Throckmorton
- Guillermo Romano - Santa Claus

## VHS / DVD
La película fue lanzada en VHS por Worldvision Home Video a mediados de la década de 1980, y luego reeditado en DVD por Warner Home Video en el marco de la "Colección Archivo" el 17 de noviembre de 2009.